# Ellen Carstensen Reenberg
Ellen Carstensen Reenberg (12 de agosto de 1899 – 20 de noviembre de 1985) fue una actriz de nacionalidad danesa.

## Biografía
Su nombre completo era Ellen Carla Marie Carstensen, y nació en Copenhague, Dinamarca, siendo sus padres Carl Emil Carstensen y Anna Oline Marie Christensen. Reenberg se graduó en la escuela del Teatro Real de Copenhague, siendo  estudiante de Ella Ungermann. Debutó en 1918 en el Aalborg Teater con la obra Udenfor Murene, actuando después en el Betty Nansen Teatret, el Teatro Real de Copenhague, y el Folketeatret de esa ciudad. Además, fue  también actriz de teatro radiofónico.
Reenberg estuvo casada con el actor Holger Reenberg, y fue madre de Jørgen Reenberg.
Ellen Carstensen Reenberg falleció en Brønshøj, Copenhague, en el año 1985. Fue enterrada en el Cementerio Frederiksberg Ældre Kirkegård.

## Filmografía (selección)
- 1935 : Det gyldne smil
- 1940 : En desertør
- 1944 : Elly Petersen
- 1953 : Far til fire